# Mervyn Taylor
Mervyn Taylor (ur. 28 grudnia 1931 w Dublinie, zm. 23 września 2021 tamże) – irlandzki polityk i prawnik żydowskiego pochodzenia, działacz Partii Pracy, parlamentarzysta i minister.

## Życiorys
Z wykształcenia prawnik. Kształcił się w Wesley College w Dublinie, następnie w Trinity College Dublin. Uzyskał uprawnienia solicitora, po czym praktykował w tym zawodzie, od 1954 w ramach współtworzonej firmy prawniczej Taylor & Buchalter Solicitors. Zaangażował się w działalność polityczną w ramach Partii Pracy, działał w samorządzie lokalnym. W 1981 uzyskał mandat posła do Dáil Éireann. Z powodzeniem ubiegał się o reelekcję w wyborach z lutego 1982, listopada 1982, 1987, 1989 i 1992, zasiadając w niższej izbie irlandzkiego parlamentu do 1997.
W styczniu 1993 objął urząd ministra pracy w rządzie Alberta Reynoldsa, tworzonym przez Fianna Fáil i laburzystów. W tym samym miesiącu jego departament przekształcono w departament równouprawnienia i reform. Ustąpił z funkcji ministra w listopadzie 1994, gdy Partia Pracy wystąpiła z koalicji. Powrócił na tożsame stanowisko ministra równouprawnienia i reform już w następnym miesiącu, dołączając do nowego gabinetu Johna Brutona z Fine Gael. Urząd ten sprawował do czerwca 1997. Był rządowym przedstawicielem w Europejskim Centrum Monitorowania Rasizmu i Ksenofobii. W latach 2001–2008 zasiadał w Irish Human Rights Commission.